# Грузино-литовские отношения
Грузино-литовские отношения — двусторонние дипломатические отношения между Грузией и Литвой. Государства являются членами Всемирной торговой организации, Организации по безопасности и сотрудничеству в Европе и Организации Объединённых Наций.

## История

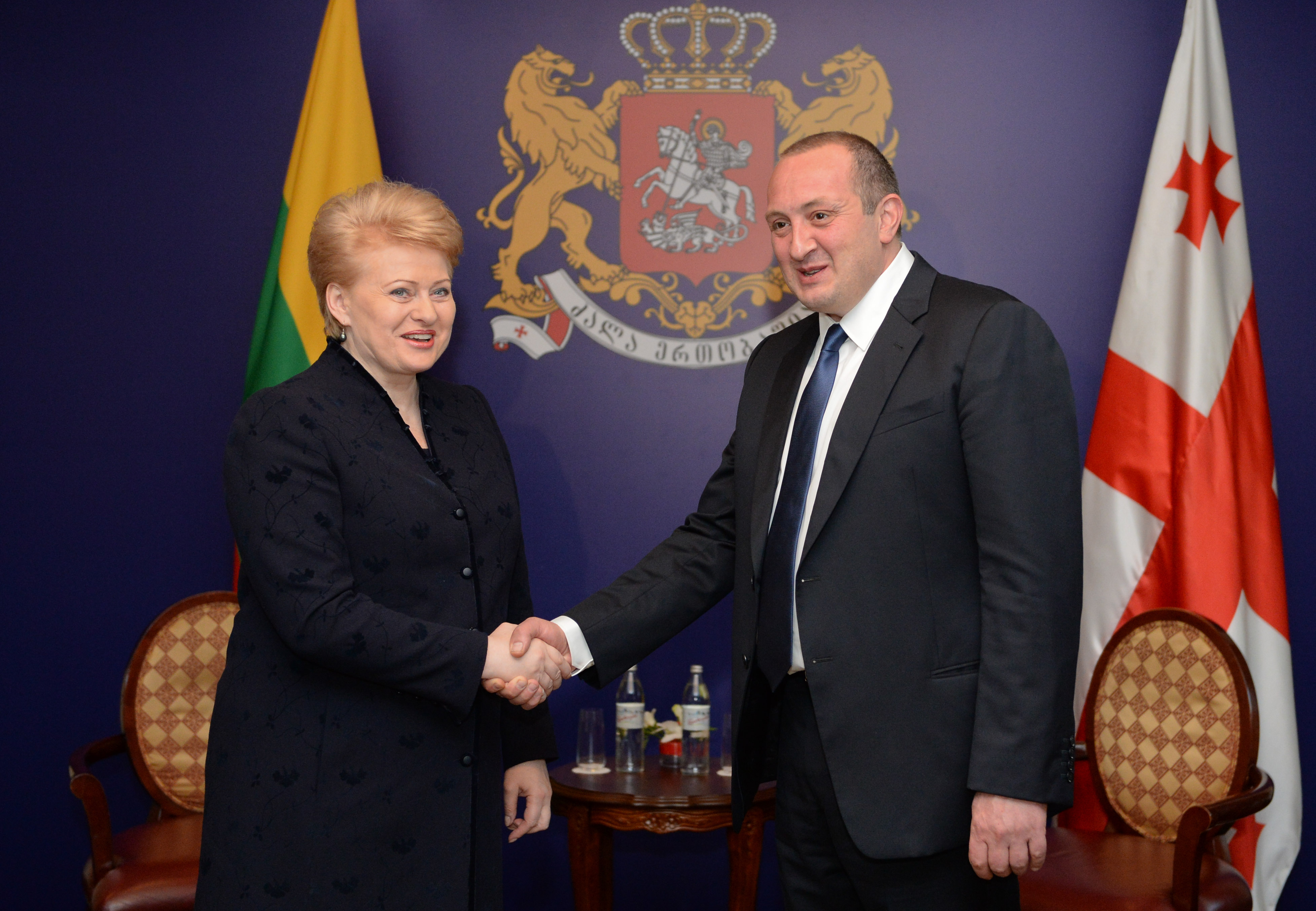
Президент Грузии Георгий Маргвелашвили на встрече с президентом Литвы Далей Грибаускайте в ноябре 2013 года.

Дипломатические отношения между государствами были установлены 16 сентября 1994 года.
9 августа 2018 года Литва ввела миграционные ограничения для лиц, включенных в список Отхозории-Татунашвили, которые, по мнению парламента Грузии, «нарушили права граждан Грузии в оккупированных регионах Абхазии и Цхинвали».
В декабре 2020 года министр иностранных дел Литвы Линас Линкявичюс призвал НАТО к более тесному сотрудничеству с Грузией и Украиной и сохранению политики «открытых дверей».
25 февраля 2021 года в ответ на задержание депутата парламента Грузии Ники Мелия министры иностранных дел Эстонии, Латвии и Литвы выступили с совместным заявлением, в котором выразили «серьёзную озабоченность политической ситуацией, складывающейся в Грузии» и призвали «все политические силы действовать сдержанно» и «разрядить обстановку и искать конструктивное решение». Президент Литвы Гитанас Науседа предложил себя в качестве посредника для урегулирования ситуации.

## Дипломатические представительства
- Грузия имеет посольство в Вильнюсе[7].
- У Литвы есть посольство в Тбилиси[8].